# Орловский, Владимир (писатель)
Владимир Орловский (настоящее имя Владимир Евграфович (Евгеньевич) Грушвицкий; 1889—1942) — русский советский писатель-фантаст, один из видных представителей ранней советской фантастики. По профессии — химик, профессор Ленинградского фармацевтического института.

## Биография
Род. в Лукове (ныне — Польша) 16 (28) июня 1889 года в семье военного ветеринарного врача.
В 1907 году окончил кадетский корпус, в 1910 — артиллерийское училище в Санкт-Петербурге, из последнего выпущен в чине подпоручика. В 1910—1913 годах служил в Варшаве. До начала Первой мировой войны состоял слушателем Николаевской инженерной академии. С 1914 по 1917 годы находился на фронте. В октябре 1917 года был вызван в Петроград для продолжения курсов Академии. В 1919 получил назначение в 9-ю армию Южного фронта, где дослужился до поста начальника инженерной службы армии.
В 1920 году демобилизовался. В 1922 году перебрался с семьёй в Петроград и перешёл в учебное ведомство, преподавал физику и химию. Одновременно учился, поступив в 1921 году на химическое отделение физико-математического факультета Петроградского университета и закончив его в 1929 году.
Был профессором Ленинградского фармацевтического института, с 1939 по 1942 годы возглавлял кафедру неорганической химии института.
В конце жизни жил при кафедре, по адресу Песочная ул., д. 4/6.
Скончался 12 января 1942 года в блокадном Ленинграде от дистрофии. Похоронен на Серафимовском кладбище.

## Научная деятельность
Автор многих научно-популярных статей и научных работ по химии, в частности — по галургии.

## Литературное творчество
Первые попытки опубликовать фантастическое произведение предпринял ещё во время учёбы в Санкт-Петербурге. Сам писатель вспоминал, как будучи юнкером написал «фантазию, навеянную Андреевскими страхами», но, получив вежливый отказ в редакции, был столь огорчён, что на целых пятнадцать лет забросил сочинительство.
Известность писателю принесли научно-фантастическая повесть «Машина ужаса» (1925), в которой описана машина, транслирующая эмоции
Примечателен рассказ «Из другого мира», опубликованный в 1927 году в журнале «Мир приключений». Это научная фантастика в своём чистом виде, где отсутствует социальная проблематика, а всё внимание автора сосредоточено на исследованиях учёного. Рассказ вошёл в десятку победителей (из 810 допущенных к конкурсу рукописей) на литературном конкурсе журнала «Мир приключений» 1927 года.
Заметным явлением в довоенной отечественной фантастике стал роман «Бунт атомов» (1928), переработанный из опубликованного ранее одноимённого рассказа 1927 года, — одно из первых произведений на тему использования атомной энергии. По сюжету, германский учёный-националист даёт своей стране оружие реванша, но из-за нелепой случайности оно выходит из-под контроля и начинается цепная ядерная реакция в атмосфере. Исходный рассказ был впоследствии напечатан в апрельском номере журнала научной фантастики «Amazing Stories» за 1929 год — последнем номере, который редактировал лично Хьюго Гернсбек — и, вероятно, является первым русским фантастическим рассказом, переведённым специально для американского журнала. Многие критики, в том числе и зарубежные, весьма высоко оценивая творчество писателя, в первую очередь называли «Бунт атомов», отмечая безусловное значительное влияние романа на произведения «атомной» тематики последующих лет.
Также известны научно-фантастические рассказы автора «Болезнь Тимми» (1928), «Человек, укравший газ» (1928), «Штеккерит» (1929), «Без эфира» (1929).
Многие новаторские научно-фантастические идеи Орловского использовались его современниками: огненный шар из «Бунта атомов», втягивающий в реакцию распада всё окружающее вещество, заимствован А. Казанцевым (в романе «Пылающий остров»), а сюжеты «Машины ужаса» и «Человека, укравшего газ» — А. Беляевым (во «Властелине мира» и «Продавце воздуха», соответственно).
Критиками отмечается, что, в отличие от большинства советских фантастов того времени, работавших на «социальный заказ» и живописавших в своих произведениях грядущую мировую революцию, писатель пытался давать мотивировку социально-политическим событиям, исходя из объективных реальностей современного ему мира.
В СССР после смерти Орловского его фантастические книги были почти забыты. Только почти через 60 лет, в 1987 году, журнал «Химия и жизнь» опубликовал его рассказ «Штеккерит», а затем в составе ставропольского сборника «Прекрасные катастрофы» был переиздан его роман «Бунт атомов».

### Книги

#### Фантастика
- Орловский В. Машина ужаса: Науч.-фантаст. повесть / Обл. и рис. Н. и А. Ушиных. — Л.: Прибой, 1925. — 191 с. — 7130 экз.
- Орловский В. Машина ужаса: Науч.-фантаст. повесть / Обл. и рис. Н. и А. Ушиных. — Л.: Прибой, 1927. — 162 с.
- Орловский В. Бунт атомов: Фантаст. роман / Обл. и рис. Н. и А. Ушиных. — Л.: Прибой, 1928. — 237 с. — 4000 экз.
- Орловский В. Бунт атомов. — М.: Книжный клуб «Книговек», 2011. — 349 с. — ISBN 978-5-4224-0123-9.

#### Научные и научно-популярные книги
- Грушвицкий В. Е. Химия в повседневном быту. — 1926.
- Грушвицкий В. Е. Физико-химический анализ в галургии. — Л., 1937.
- Грушвицкий В. Е. Пособие по графике для общего курса галургии.

### Периодика и сборники
- Орловский В. Бунт атомов: Науч.-фантаст. рассказ // Мир приключений. — Л., 1927. — № 3. — С. 1-21.
- Орловский В. Из другого мира: Рассказ // Мир приключений. — Л., 1927. — № 9. — С. 34-50. (под псевдонимом Dum Ignoramus)
- Орловский В. Человек, укравший газ: Фантаст. рассказ // Вокруг света. — Л., 1928. — № 33, 34, 35, 46.
- Орловский В. Болезнь Тимми // Вокруг света. — Л., 1928. — № 46.
- Орловский В. Без эфира: Науч.-фантаст. рассказ // Вокруг света. — Л., 1929. — № 5-6.
- Орловский В. Штеккерит: Рассказ // Мир приключений. — Л., 1929. — № 3-4. — С. 2-11.
- Orlovsky V. The Revolt of the Atoms (англ.) // Amazing Stories. — 1929. — № 4.
- Орловский В. Штеккерит: [Рассказ] // Химия и жизнь. — М., 1987. — № 11. — С. 82-88.
- Орловский В. Бунт атомов: [Роман] // Прекрасные катастрофы: Забытые фантаст. произведения сов. авт. 20-х годов / Сост., послесл. и примеч. Е.Панаско; Худож. оформл. А.Цветкова. — Ставрополь: Кн. изд-во, 1990. — С. 5-161. — 493 с. — 50 000 экз. — ISBN 5-7644-0111-9.
- Орловский В. Бунт атомов: [Роман] // Цех фантастов / Составитель: Кир Булычёв. — М.: Московский рабочий, 1993. — С. 6-130. — 288 с. — 50 000 экз.

### Статьи
- Грушвицкий В. Е. Отдушины земли // Вестник знания. — 1931. — № 23-24. — С. 1205-1210.
- Грушвицкий В. Е., Шмитд Н. Е., Глядинская Е. П. Изучение растворимости борной кислоты в системах HзBOз+HCl+CaCl2+MgCl2+H2O и H3BO3+H2SO4+MgSO4+H2O при температурах 0, 25, и 100 градусах. — 1937.
- Грушвицкий В. Е. О расчёте садки солей в четверных системах при охлаждении растворов // Расчёт кристаллизации солей при охлаждении растворов в четверных системах.Труды соляной лаборатории, Выпуск XIII (Всесоюзный институт галургии НИС НКТП и Ц.нт. сол лаб. НКПП). — М.—Л.: Изд-во Академии наук СССР, 1937.
- Грушвицкий В. Е. Работы всесоюзного института галургии по разрешению проблемы бора в СССР. — 1937.
- Грушвицкий В. Е., Соколовский А. А. Физико-химические основы сернокислотного метода переработки борсодержащего сырья. — 1937.
- Грушвицкий В. Е. Проблемы Крымских соляных озёр и работы Крымской НИСС // Бюлл.инст.галургии. — 1938. — № 2.
- Грушвицкий В. Е. Индер — сырьевая база борной промышленности СССР // Природа. — 1941. — № 5.
- Грушвицкий В. Е. Фреон — холодильный агент // Природа. — 1945. — № 1. — С. 54-55.